# 阿尔沃河
阿尔沃河（法語：Arve，法語發音：[aʁv]）是罗讷河的支流，发源于法国上萨瓦省的勃朗峰山地，在瑞士日内瓦注入罗讷河。
沿途经过的城镇有：法国沙莫尼蒙勃朗、萨朗什、克吕斯、阿讷马斯和瑞士日内瓦。